# Leon Rappaports villa
Leon Rappaports villa (polsk Willa Leona Rappaporta) ligger ved 1905 revolutionens gade 44 i Łódź. Villaen blev rejst i art nouveau i årene 1904-1905 efter tegninger af Dawid Lande til handelsmanden Leon Rappaport. Arkitekten kan imidlertid også have været Gustaw Landau-Gutenteger, siden bygningens udsmykningsstil er karakteristisk for den sidstnævnte. 
Villaen er opført i røde mursten og har form som bogstavet "L". Elevationen er udsmykket med plantemotiver (kastanje- og egeblade, fyrretræskogler og solsikker). Art nouveau-motiver findes også i vinduesgitrene og indgangsporten.
51°46′32.4″N 19°27′53.8″Ø / 51.775667°N 19.464944°Ø